# Paula Patton
Paula Patton (Los Angeles, 5 de dezembro de 1975) é uma atriz norte-americana do cinema e da televisão.
É conhecida por seus papéis nos filmes Déjà Vu e Idlewild (ambos de 2006). Em 2009, atuou no filme Precious, do diretor Lee Daniels, como a professora "Ms. Rain". Ela também atuou no filme Mission: Impossible – Ghost Protocol (2011).

## Biografia
Paula nasceu em Los Angeles, em 1975. É filha de Joyce Vanraden, professora e Charles Patton, advogado. Terminou o ensino médio e ingressou na Universidade da Califórnia em Berkeley, transferindo-se depois para a Escola de Cinema e Televisão da mesma universidade após dois semestres. Após a formatura, trabalhou com documentários para o canal PBS.
Paula foi casada com o compositor Robin Thicke.

## Filmografia

### Cinema
| Ano  | Título                               | Papel                          | Notas            |
| ---- | ------------------------------------ | ------------------------------ | ---------------- |
| 2005 | Hitch                                | Mandy                          |                  |
| 2005 | London                               | Alex                           |                  |
| 2006 | Idlewild                             | Angel Davenport/Sally B Shelly |                  |
| 2006 | Déjà Vu                              | Claire Kuchever                |                  |
| 2008 | Mirrors                              | Amy Carson                     |                  |
| 2008 | Swing Vote                           | Kate Madison                   |                  |
| 2009 | Precious                             | Srta. Blu Rain                 |                  |
| 2010 | Just Wright                          | Morgan Alexander               |                  |
| 2011 | Mission: Impossible - Ghost Protocol | Jane Carter                    |                  |
| 2011 | Jumping the Broom                    | Sabrina Watson                 |                  |
| 2012 | Disconnect                           | Cindy Hull                     |                  |
| 2013 | 2 Guns                               | Deb                            |                  |
| 2013 | Baggage Claim                        | Montana Moore                  |                  |
| 2014 | About Last Night                     |                                |                  |
| 2016 | The Perfect Match                    | Sherry                         | Também produtora |
| 2016 | The Do-Over                          | Heather                        |                  |
| 2016 | Warcraft                             | Garona Meiorken                |                  |
| 2018 | Traffik                              | Brea                           |                  |

### Televisão
| Ano           | Título                            | Papel               | Notas              |
| ------------- | --------------------------------- | ------------------- | ------------------ |
| 2005          | Murder Book                       | Det. Angela Kellogg | Piloto não-lançado |
| 2010          | Law & Order: Special Victims Unit | A.D.A. Mikka Von    | 1 episódio         |
| 2012          | Single Ladies                     | Layla Twilight      | 2 episódios        |
| 2015          | Runner                            | Lauren Marks        | Piloto não-lançado |
| 2017-presente | Somewhere Between                 | Laura Price         | Elenco Principal   |